# フルーリュスの戦い (1690年)
フルーリュスの戦い（英: Battle of Fleurus）は、大同盟戦争における戦闘の1つで、1690年7月1日に現在のベルギー・ワロン地域エノー州の都市フルーリュスでオランダ軍とフランス軍が衝突した会戦である。

## 経過
大同盟戦争の主戦場はスペイン領ネーデルラントで、ここのフランス軍司令官は前年のワルクールの戦いで敗北したユミエール公ルイ・ド・クルヴァンに代わりリュクサンブール公フランソワ・アンリ・ド・モンモランシーが赴任、5月中旬にコンデからスヘルデ川を北上してヘントへ接近した。対するオランダ軍はヴァルデック侯ゲオルク・フリードリヒがブリュッセルから南下してワーヴルに進出、6月8日にはジュナップに進軍した。ヴァルデックの狙いはドイツのモーゼル川でフランスの将軍ルイ・フランソワ・ド・ブーフレールと対峙しているブランデンブルク選帝侯フリードリヒ3世との連絡確保であり、マース川流域の都市ディナンを目指していた。
6月中旬、リュクサンブール公はヘントを目前にして同盟軍の狙いを察知、ユミエールをネーデルラント北部に残すと急ぎ南下して23日にマース川から西に流れるサンブル川を渡河、ヴァルデックより先にサンブル川に進出してブーフレールの援軍と合流した。そこでサンブル川沿岸の都市を落としフランス軍の連絡確保と同盟軍の妨害に務め、6月30日にサンブル川を渡り北上、北岸のフルーリュスに留まっているヴァルデックの同盟軍に近付いた。この時は互いの偵察部隊が小競り合いをした程度で、両陣営は3キロ離れて野営、明けて7月1日にリュクサンブールは西へ進み同盟軍と交戦した。
リュクサンブールは同盟軍がサンブル川支流の川を正面とした丘に陣取っていたのを見て取り、軍勢を分割して側面攻撃に移る作戦に出た。失敗して各個撃破される恐れが高いため、敵陣地の直前まで進んだ所で軍を4つに分割、内側の2部隊は大砲と銃を装備して正面に進軍、外側の部隊は大きく左右に迂回して同盟軍の両端に攻めかかった。リュクサンブール自身は右翼の迂回軍で指揮を執り、10時に正面からの砲撃開始で戦闘が始まった。
フランス軍左翼は騎兵隊の突撃が失敗して指揮官が戦死、フルーリュスに引き下がった。しかし、右翼の騎兵は逆に同盟軍騎兵を敗走させ、両端攻撃で同盟軍は崩壊、ヴァルデックはフルーリュスで再編成したが、フランス軍歩兵隊に崩され同盟軍は戦場から逃走した。フランス軍の損害は死者3000人、負傷者3000人と大きかったが、同盟軍の損害も甚大で、死者6000人、負傷者5000人、捕虜も8000人に達した。
フルーリュスの戦いはフランス軍の完勝に終わったが、フランス政府の方針でチャンスを生かせなかった。陸軍大臣ルーヴォワ侯はシャルルロワとナミュールを落としてサンブル川とマース川流域の制圧を図ったが、フランス王ルイ14世はドイツのライン川戦線でフランス軍を率いるルイ王太子への増強を優先してリュクサンブールの軍から分遣隊を回してしまった。このため、リュクサンブールは待機を命じられ、戦果を挙げられず1690年の戦役を終えた。
ヴァルデックは敗戦後は軍勢補強に努め、スペイン・リエージュ・ブランデンブルクなどの援軍を得て55000人までに増強したが、同じくフランス軍との交戦が無いまま停滞した。翌1691年にイングランド王兼オランダ総督ウィリアム3世がオランダへ出陣、以後ネーデルラントの同盟軍はウィリアム3世が率いることになる。

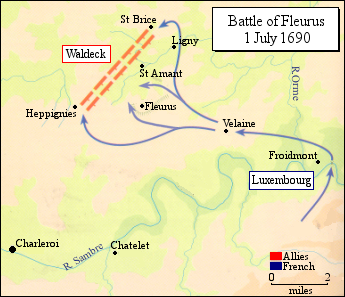
戦闘図